# Yngre futhark
| 16-typiga runraden / yngre futhark |                                                                                       |
| Yngre futharken ristad på ett vikingatidaben: ᚠᚢᚦᚬᚱᚴᚼᚾᛁᛅᛋᛏᛒᛘᛚᛦ |                                                                                       |
| \| Alternativa namn \| 16-typig futhark 16-typiga futharken Yngre futharken Yngre runraden Nordiska runraden \| \| Typ \| Futhark (runalfabet) \| \| Period \| ca 700–1200 e.Kr. \| \| Epok \| Vikingatid Nordisk tidig medeltid \| \| Område \| Nordeuropa \| \| Språk \| Fornnordiska \| |                                                                                       |
| Alternativa namn | 16-typig futhark 16-typiga futharken Yngre futharken Yngre runraden Nordiska runraden |
| Typ | Futhark (runalfabet)                                                                  |
| Period | ca 700–1200 e.Kr.                                                                     |
| Epok | Vikingatid Nordisk tidig medeltid                                                     |
| Område | Nordeuropa                                                                            |
| Språk | Fornnordiska                                                                          |

Yngre futhark (av de inledande runorna: ᚠᚢᚦᚬᚱᚴ, fuþark), även kallad 16-typiga- eller nordiska runraden, bland flera namn, var ett fornnordiskt skriftsystem i form av en runrad (futhark) som var i bruk under vikingatiden och nordisk tidig medeltid (ca 700–1200).
Olika varianter med olika utformning av runtecknen förekommer, där de två viktigaste i Norden kallas långkvistrunor och kortkvistrunor, vilka främst skiljer sig i antalet fogade kvistar. En extrem variant är stavlösa runor där huvudstavarna är bortrationaliserade, varpå skriften består av streck och punkter med olika lutning, längd och höjdplacering. En sen variant är stungna runor – runor med insatt prick – som anger runors separata ljudvärde.
| 1:a ätten | 1:a ätten   | 1:a ätten | 1:a ätten | 1:a ätten | 1:a ätten | 2:a ätten | 2:a ätten | 2:a ätten | 2:a ätten | 2:a ätten | 2:a ätten | 3:e ätten | 3:e ätten | 3:e ätten | 3:e ätten | 3:e ätten | 3:e ätten |  |                |
| ᚠ         | ᚢ           | ᚦ         | ᚬ         | ᚱ         | ᚴ         | ᛬         | ᚼ         | ᚾ         | ᛁ         | ᛅ         | ᛋ         | ᛬         | ᛏ         | ᛒ         | ᛘ         | ᛚ         | ᛦ         |  | långkvistrunor |
|           |             |           | ᚭ         |           |           |           | ᚽ         | ᚿ         |           | ᛆ         | ᛌ         |           | ᛐ         | ᛓ         | ᛙ         |           | ᛧ         |  | kortkvistrunor |
| f v       | u y/ö o v/w | þ ð       | ą å/o     | r         | k g ng    |           | h         | n         | i j e     | a ä       | s z       |           | t d       | b p       | m         | l         | ʀ         |  |                |

| 1:a ätten | 1:a ätten | 1:a ätten | 1:a ätten | 1:a ätten | 1:a ätten | 2:a ätten | 2:a ätten | 2:a ätten | 2:a ätten | 2:a ätten | 2:a ätten | 3:e ätten | 3:e ätten | 3:e ätten | 3:e ätten | 3:e ätten | 3:e ätten |  |                |
| ᚠ         | ᚢ         | ᚦ         | ᚬ         | ᚱ         | ᚴ         | ᛬         | ᚼ         | ᚾ         | ᛁ         | ᛅ         | ᛋ         | ᛬         | ᛐ         | ᛒ         | ᛘ         | ᛚ         | ᛦ         |  | ostungna runor |
| f         | u o w     | þ         | o å       | r         | k         |           | h         | n         | i j       | a ä       | s z       |           | t         | b         | m         | l         | y ʀ       |  |                |
| ᚡ         | ᚤ         | ᚧ         |           |           | ᚵ         |           |           | ᛀ         | ᛂ         |           |           |           | ᛑ         | ᛔ         |           | ᛛ         |           |  | stungna runor  |
| v         | y ö       | ð         |           |           | g ng      |           |           | ɴ         | e ä       |           |           |           | d         | p         |           | ʟ         |           |  |                |

De tre varianterna – långkvist, kortkvist, stavlös – representerar antagligen olika behov: från monumental och förenklad skrift till snabbskrift, det senare troligen anpassat för disponibel skrift, såsom träsnitt, en teori som varit svår att styrka på grund av få antalet bevarade vikingatida inskriptioner på trä. Under medeltiden exploateras tekniken med stungna runor på ytterligare runor, men ställs då inte längre i futharkens ordning, utan i alfabetisk ordning – idag kallat medeltida runalfabetet.

## Utveckling
Under 500-talet till 800-talet förändrades språket i Norden påtagligt. Från att ha varit ett ålderdomligt germanskt språk som i dag är relativt svårt för oss att förstå, uppstod nu fornnordiskan, ett samnordiskt språk med kortare (inte allt för sällan sammandragna) ord och förändrade vokaler. Den äldre runraden blev allt svårare att använda till de nya ljuden och lösningen blev att förenkla runraden så att en runa kunde täcka flera ljud. Omkring år 800 hade dessa förändringar lett fram till den “yngre runraden”, som var den runrad som användes under vikingatiden. Förenklingarna kan ha varit motiverade av att fler hade behov av att lära sig skriva runor i sin verksamhet, exempelvis nordiska handelsmän. De flesta runskrifter som finns bevarade idag är ristade med hjälp av denna runrad.
Det äldsta fyndet med den yngre runraden förknippas till skallfragmentet från Ribe (daterat till cirka 725 e.Kr.), ett skalltak från en människa som hittades vid handelsstaden Ribe i Danmark. Skallen bär ett runt hål som användes för att fördriva värk. Texten lyder:
| [Runinskription]   | ᚢᛚᚠᚢᛦᛡᚢᚴᚢᚦᛁᚾᛡᚢᚴᚺᚢᛏᛁᚢᛦ\|ᚺᛁᛡᛚᛒᛒᚢᚱᛋᚦᚦᚁᛋ\|ᛁᛗᛏᚢᛁᛡᚱᚴᛁᛡᚢᚴᛏᚢᛁᚱᚴᚢᚾᛁᚢ\|ᛒᚢᚢᚱ                         |
| [Translitterering] | ulfuʀaukuþinaukhutiuʀ\|hialbburinsuiþʀ\|þaimtuiarkiauktuirkuniu\|buur                     |
| [Översättning]     | Ulf och Oden och Hå-tiuR(?). Hjälp är buri mot denna värk. Och dvärgen är besegrad. Bour. |

Slutet av namnet hå-tiuR är otydbar. Buri betyder troligen det hål som borrats i skallen. Bour antas vara den onda dvärgens namn.
Äldre runor försvinner ganska raskt kring år 800 men det finns fynd där äldre runor brukats ihop med yngre runor, såsom Östergötlands runinskrifter 43 en runa från den äldre futharken används där som en begreppsruna, vilket visar att traditionell kunskap om den äldre futharkens runor och deras namn överlevde in i vikingatiden.

## Varianter

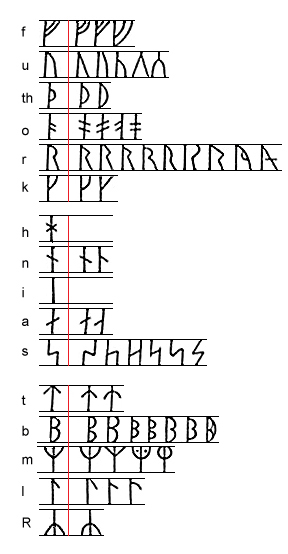
Variationer av runorna i den yngre runraden.

### Långkvistrunor och kortkvistrunor
Den yngre futharken förekommer i huvudsak i två olika varianter som i dag kallas långkvistrunor och kortkvistrunor. Dessa skiljer sig främst i antalet fogade kvistar per runa. I stället för långkvistrunor ser man ibland termen normalrunor eller danska runor och istället för kortkvistrunor förekommer även svensk-norska runor. De runstenar som restes i Sverige under 800- och 900-talen, som till exempel Rökstenen i Östergötland, är nästan uteslutande ristade med kortkvistrunor, medan långkvistrunorna är de mest förekommande på svenska runstenarna från 1000-talet, med undantag för landskapen norr om Mälaren och på Öland där det inte var ovanligt att ristarna använde kortkvistformer av runorna a, n, s och t.

Den yngre runraden. Normalrunor överst och kortkvistrunor underst.

### Stavlösa runor
En variation utöver långkvistrunor och kortkvistrunor är stavlösa runor där huvudstavarna är bortrationaliserade, varpå skriften består av streck och punkter med olika lutning, längd och höjdplacering, vilken förmodligen mest använts som en plats- och tidsbesparande variant av den yngre runraden.

Runrad med stavlösa runor.

Dessa runor har med största sannolikhet skapats för att i huvudsak ristas i trä. Runstenar som är enbart ristade med stavlösa runor är endast kända från Hälsingland och Medelpad varför denna variant av runor också kallats hälsingerunor, en term som bör undvikas då fynd med stavlösa runor ristade i trä hittats bland annat i Norge. Den mest kända stenen med stavlösa runor är Malstastenen, som i dag finns i Hälsinglands museum. I det angränsande landskapet Medelpad finns också inslag av stavlösa runor på runstenar, men då endast u och r. På några runstenar i Södermanland finns avsnitt skrivna med stavlösa runor och sådana förekommer också på tre runristade lösföremål från Sigtuna i Uppland. Från Bryggen i Bergen finns en trästicka med en nu ofullständig runrad med stavlösa runor. Därför är termerna hälsingerunor eller svenska runor – som Otto von Friesen kallade dem – mindre lämpliga.
De stavlösa runorna liknar till det yttre mer kilskrift än runor, och kunde av den anledningen inte dechiffreras förrän 1674 av professor Magnus Celsius efter många fruktlösa tidigare försök. Olof Verelius skriver till exempel uppgivet i sitt verk Runographia (1675) om stavlösa runor: "Och efter theras uphofzmän hafwa welat wara kloka för sig ensamom, och intet welat förstås av gemene man, äre the icke wärde att man skall bemöda sig mycket om att utleta meningen på theras fördolda skrifwekonsta." De stavlösa runorna är på många sätt utformade på samma sätt som stenografiska skriftsystem och det är troligt att denna typ av runor främst använts som en snabbskrift i vardagsbruk.

### Stungna runor

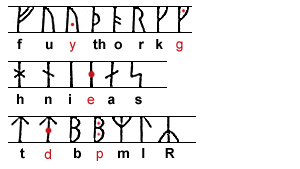
Runrad med stungna runor.

Kring år 1000 börjar stungna runor uppträda sporadiskt. Det är runorna i, k och u som börjar förekomma i både stungen och ostungen form för att separera deras olika ljudvärden. Med stungen menas att en prick sätts i runan. Stunget i blir e (eller æ), stunget k blir g (eller ng) och stunget u blir y (eller ø). I praktiken utökas därmed den 16-typiga runraden till 19 runor. Under medeltiden exploateras denna teknik på ytterligare runor, men ställs då inte längre i runradens ordning – runraden har då blivit ett alfabet.

## Andra runrader
- Äldre runraden
- Anglofrisiska runraden
- Medeltida runalfabetet